# John Laffin
Pour les articles homonymes, voir Laffin.
John Laffin, né John Alfred Charles Laffin le 21 septembre 1922 à Mosman, en Nouvelle-Galles du Sud, et mort le 23 septembre 2000 à Canberra sur le territoire de la capitale australienne, en Australie, est un historien militaire, un écrivain et un journaliste australien. Il a utilisé au cours de sa carrière les pseudonymes de Mark Nappier et de Dirk Sabre. Il a également utilisé le nom de plume de Carl Dekker commun à plusieurs auteurs.

## Biographie
John Laffin naît à Mosman en Nouvelle-Galles du Sud. Pendant la Seconde Guerre mondiale, il travaille comme journaliste pour le magazine patriotique Smith's Weekly (en) et pour le journal régional The Daily Advertiser (en). Il sert dans l’armée de réserve australienne et participe notamment à la campagne de Nouvelle-Guinée. Il y fait la rencontre de sa femme, Hazelle Laffin.
Après la guerre, il retourne en Australie. Il écrit des articles pour la presse et commence une carrière de romancier et d’historien militaire. En 1956, il s’installe en Angleterre. Il devient correspondant de presse pour différents médias australiens et professeur d’histoire et de géographie tout en poursuivant ses activités de romancier et d’historien. Dans les années 1950, il écrit notamment de nombreux romans sous le nom de plume maison de Carl Dekker pour le compte de la maison d'édition australienne Calvert. On le retrouve derrière le pseudonyme de Dirk Sabre dans la collection Inter-Police en France le temps d'un roman. Il signe également sous son nom de nombreux ouvrages historiques. 
Pendant son séjour en Angleterre, il réside notamment à Herstmonceux, dans le comté du Sussex de l'Est. Il voyage régulièrement en Europe, particulièrement sur le front de l'Ouest et sur les zones de combat de la Première Guerre mondiale et de la Seconde Guerre mondiale.
Il retourne en Australie en 1995 et décède à Canberra en 2000 à l’âge de 78 ans.

## Œuvre

### Sous le nom de John Laffin

#### Romans
- Death by Ballot (1954)
- Murder on Flight 354 (1956)
- Murder in Paradise ou Murder by Bamboo(1956) Publié en français sous le nom de plume de Dirk Sabre sous le titre Police et noix de coco, traduction de Louise Lucy, Paris, Presses internationales, coll. « Inter-Police » no 11, 1959.
- They Voted Me To Die (1957)
- Death Has My Number (1957)
- I'll Die Tonight (1957)
- My Brother's Executioner (1957)
- Hired to Kill (1957)
- Jungle Manhunt (1958)
- Temptress on Trial (1958)
- Crime on My Hands (1958)
- The Devil's Emissary (1958)
- The Dancer of San Jose (1958)
- The Walking Wounded (1963)
- Devil's Goad (1970)

#### Essais, ouvrages d’études et récits historiques
- Return to Glory (1956)
- Jungle Manhunt (1958)
- The Dancer of San Jose (1958)
- The Devil's Emissary (1958)
- Middle East Journey (1958)
- The Face of War - the evolution of weapons and their use in ten famous battles (1963)
- Codes and Ciphers: Secret Writing through the Ages (1964) Publié en français sous le titre Petit code des codes secrets, traduction de Roger Gheysens, Paris, Dargaud, 1968.
- Swifter Than Eagles: The Biography of Marshal of the Royal Air Force Sir John Maitland Salmond (1964)
- Jackboot : a history of the German soldier 1713-1945 (1965)
- Anzacs at War: The Story of Australian and New Zealand Battles (1965)
- Jack Tar :  the story of the British sailor (1969)
- Surgeons in the Field (1970)
- Fedayeen : The Arab-Israeli Dilemma (1973)
- Letters from the Front, 1914-1918 (1973)
- The Arab Mind: A Need for Understanding (1975)
- The Dagger of Islam (1979)
- Damn the Dardanelles!: The Story of Gallipoli (1980)
- Fight for the Falklands! (1982)
- The Israeli Army in the Middle East wars, 1948-73 (1982)
- The Man the Nazis Couldn't Catch (1984)
- The War of Desperation: Lebanon 1982-85 (1985)
- On the Western Front: Soldiers Stories from France and Flanders, 1914-1918 (1985)
- Holy War: Islam Fights (1988)
- A Western Front Companion, 1914-1918: A-Z Source to the Battles, Weapons, People, Places, Air Combat (1994)
- Hitler Warned Us (1995)
- We Will Remember Them (1995)
- British, Butchers, and Bunglers of World War One (réédition 1998)
- A Kind of Immortality (2000)
- Tommy Atkins : The Story of the English Soldier (réédition 2011)

### Sous le pseudonyme de Mark Napier
- Doorways to Danger (1966)

### Sous le pseudonyme de Carl Dekker
- Silence So Deadly (1953)
- Don’t Bother to Knock (1954)
- Gallows of Gold (1955)
- Cutie Cursed (1956)
- Dark Angel of Fire (1956)
- The Hurricane Is a Blonde (1950-1959)
- The Dead Don't Cry (1950-1959)
- Venus Had Claws (1950-1959)
- Slay Belle (1950-1959)
- Pin It on the Doll (1950-1959)
- Not for the Hangman (1950-1959)
- Grieve for Me, Gorgeous (1950-1959)
- Flight into Fear (1950-1959)
- Fate Chose This Number (1950-1959)
- Casino Minx (1950-1959)
- Beckoning Idol (1950-1959)
- A Flip of the Coin (1950-1959)
- Stab in the Dark (1950-1959)
- Lay Low, My Lovely (1950-1959)
- A Kris in the Dark (1950-1959)
- Blood on the Sand (1950-1959)
- A Step into Fire (1950-1959)
- Walk the Knife Edge (1965)
- Cherie You Slay Me (1950-1959)
- The Talented Angel (1950-1959)
- Cute Cargo (1950-1959)
- Counterfeit Doll (1950-1959)
- Paper Doll (1950-1959)
- Run for Your Life (1950-1959)
- Double or Nothing (1950-1959)
- Kiss from a Killer (1950-1959)
- Murder Rides Express (1950-1959)
- Eve As in Evil (1950-1959)
- Danger Doll (1950-1959)
- The Wax Model (1950-1959)
- The Fall (1950-1959)
- Femme Fatale (1950-1959)
- Nightmare at Noon (1950-1959)
- The Tearful Tigress (1950-1959)
- A Wink from a Witch (1950-1959)
- Miss Deadly (1950-1959)

## Source
- John Arnold et John Hay, Bibliography of Australian Literature K-O, St Lucia, University of Queensland Press, 2007, 751 p., p. 110.